# Полже
Полже (словен. Polže) — поселення в общині Войник, Савинський регіон, Словенія. 
Висота над рівнем моря: 320,2 м.